# 北京路 (昆明)
北京路是昆明市中部南北方向的一条主干道路，原南起于昆明站，向北至火车北站，现已向北延长至盘龙区龙泉街道松华坝以南的上坝社区（村），全长15.4千米。北京路沿线拥有众多昆明地标性建筑，被誉为“春城第一大道”。

## 历史
北京路原名太和路（街），形成于十九世纪末，最初南起昆明站，北至火车北站，全长4.1千米。1966年贵昆铁路通车，为纪念此事，将路更名为北京路，取“边疆连接首都北京”之意。1996年，为迎接1999年昆明世界园艺博览会的召开，打通了北站隧道，北京路向北延伸，经金星立交桥，直到霖雨路，全长8.9千米。2009年北京路从霖雨路往北继续建设到新修通的沣源路，全长11.7千米；2012年，沣源路至松华坝段3.7公里建成，北京路全长增至15.4公里。火车北站以北的北京路也称“北京路延长线”，由于多次向北延长，“延长线”一称也逐渐变换，目前习惯称沣源路路口以北为“北京路延长线”。未来规划北京路北端将与西北绕城公路相连。

## 绿化改造
2018年4月30日至6月30日，从昆明火车站至盘龙区政府之间的全长约14.5公里的北京路进行了绿化景观提升工程，计划将北京路打造成为“绿润春城、炫彩花都、香满天下”的城市绿化景观缩影。盘龙区政府至金星立交桥段沿线将采用蓝花楹、紫薇、薰衣草等形成蓝紫色系花卉景观；金星立交桥至火车北站沿线将采用黄连木、海棠、凌霄花等凸显活泼浪漫的橙色系景观；东风广场至昆明火车站沿线将采用枫香、山茶、月季、叶子花等营造出红色系热情洋溢的景观。

## 相册

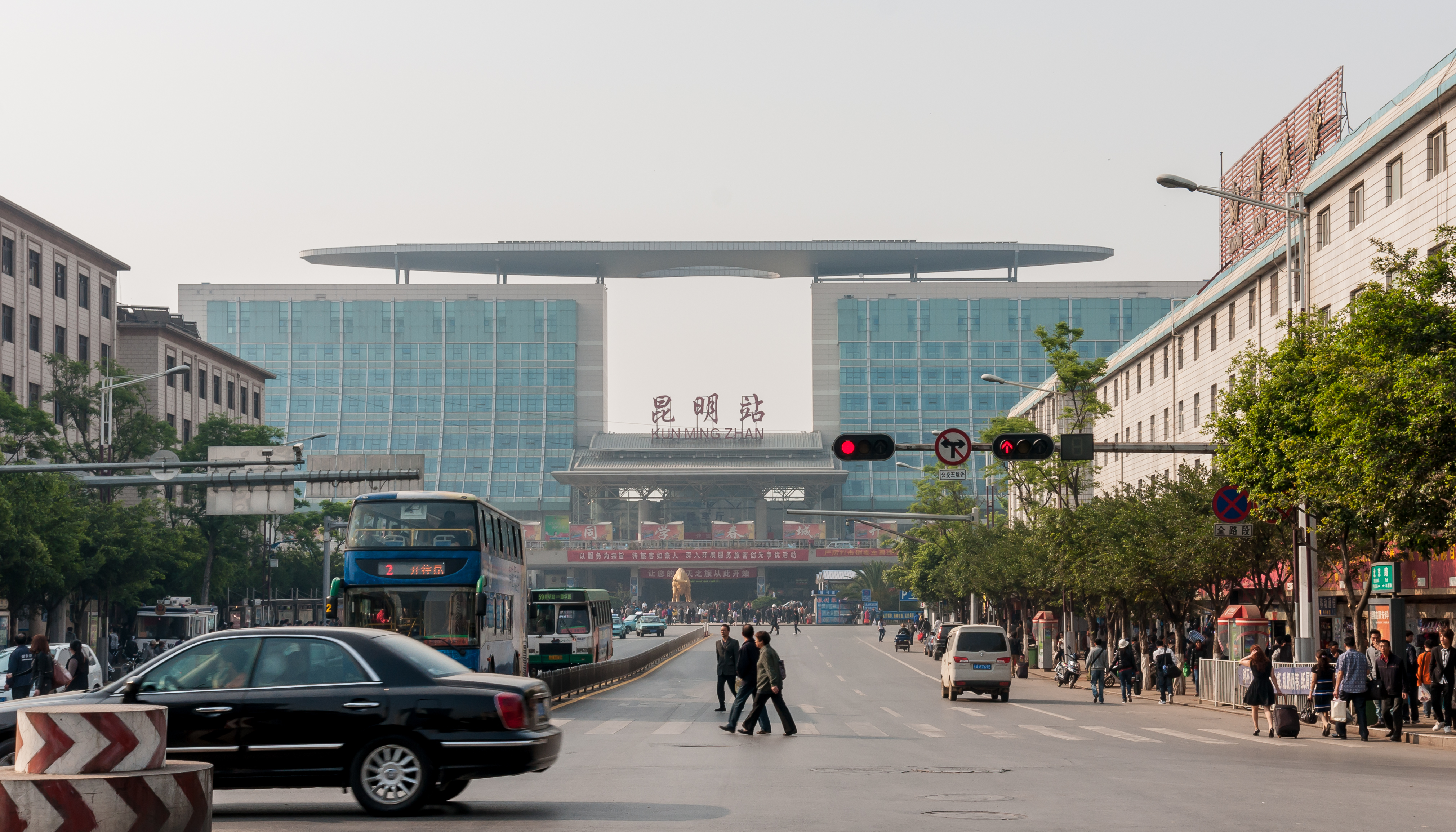
昆明火车站前路段
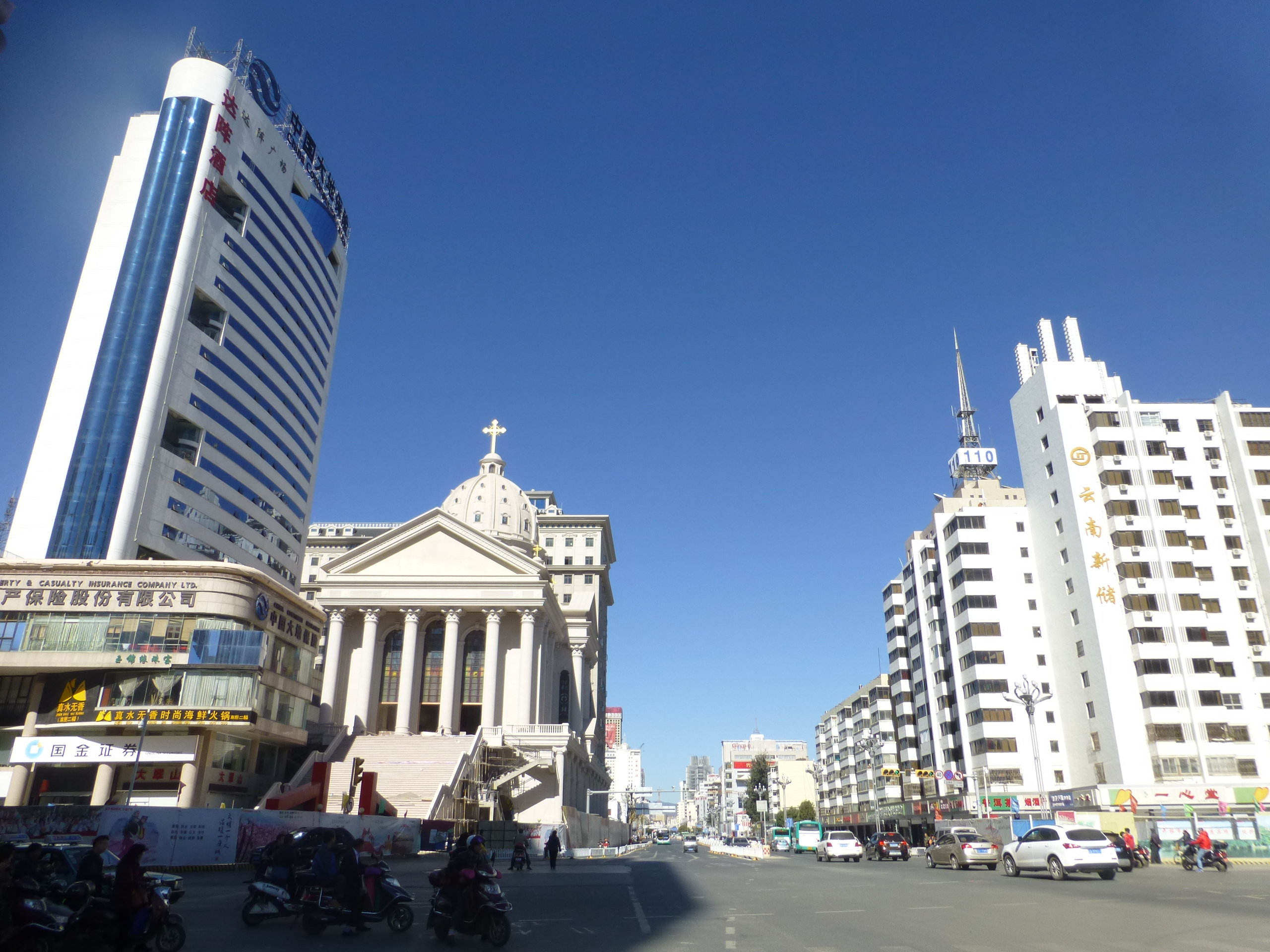
塘子巷附近路段
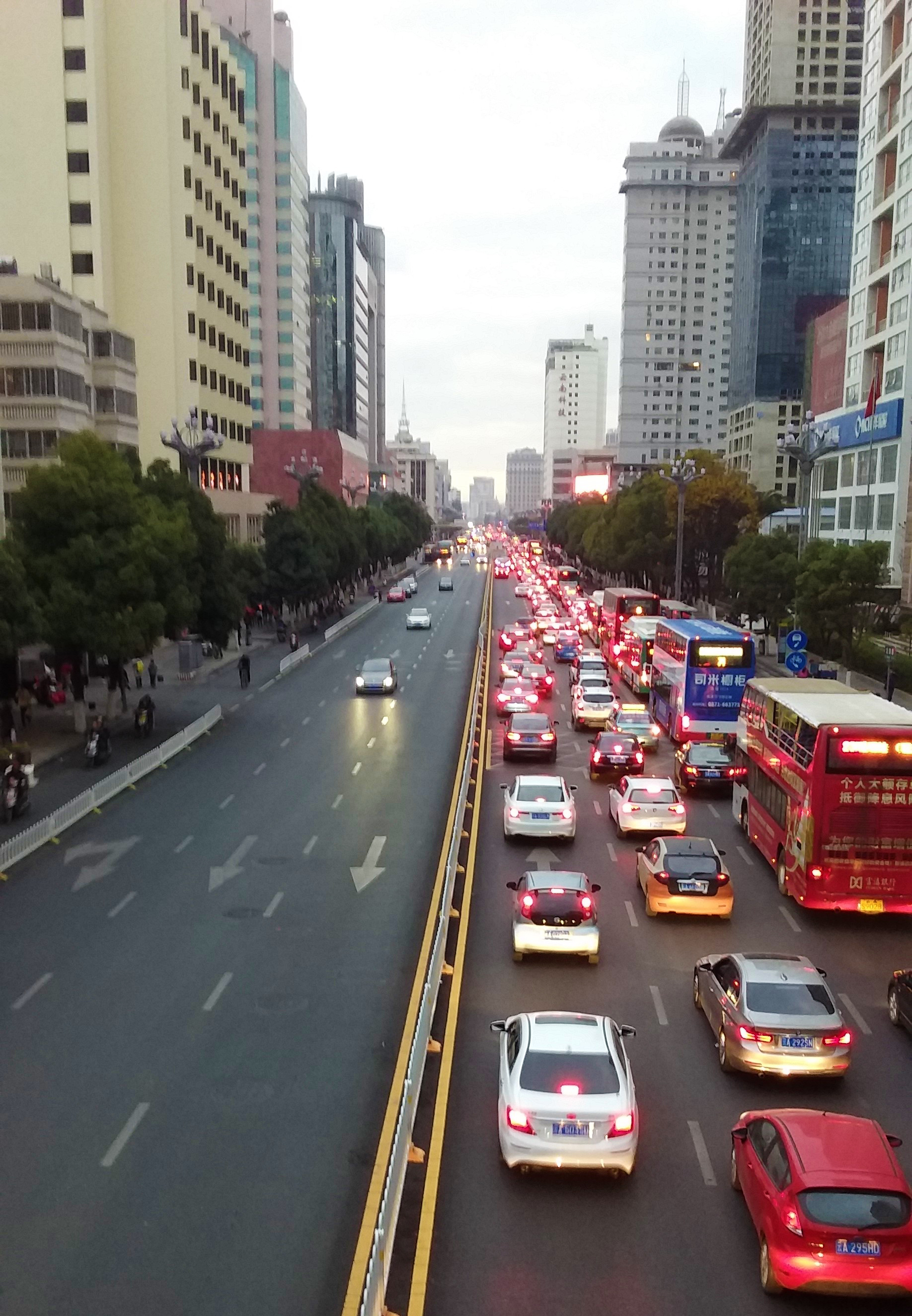
交三桥附近
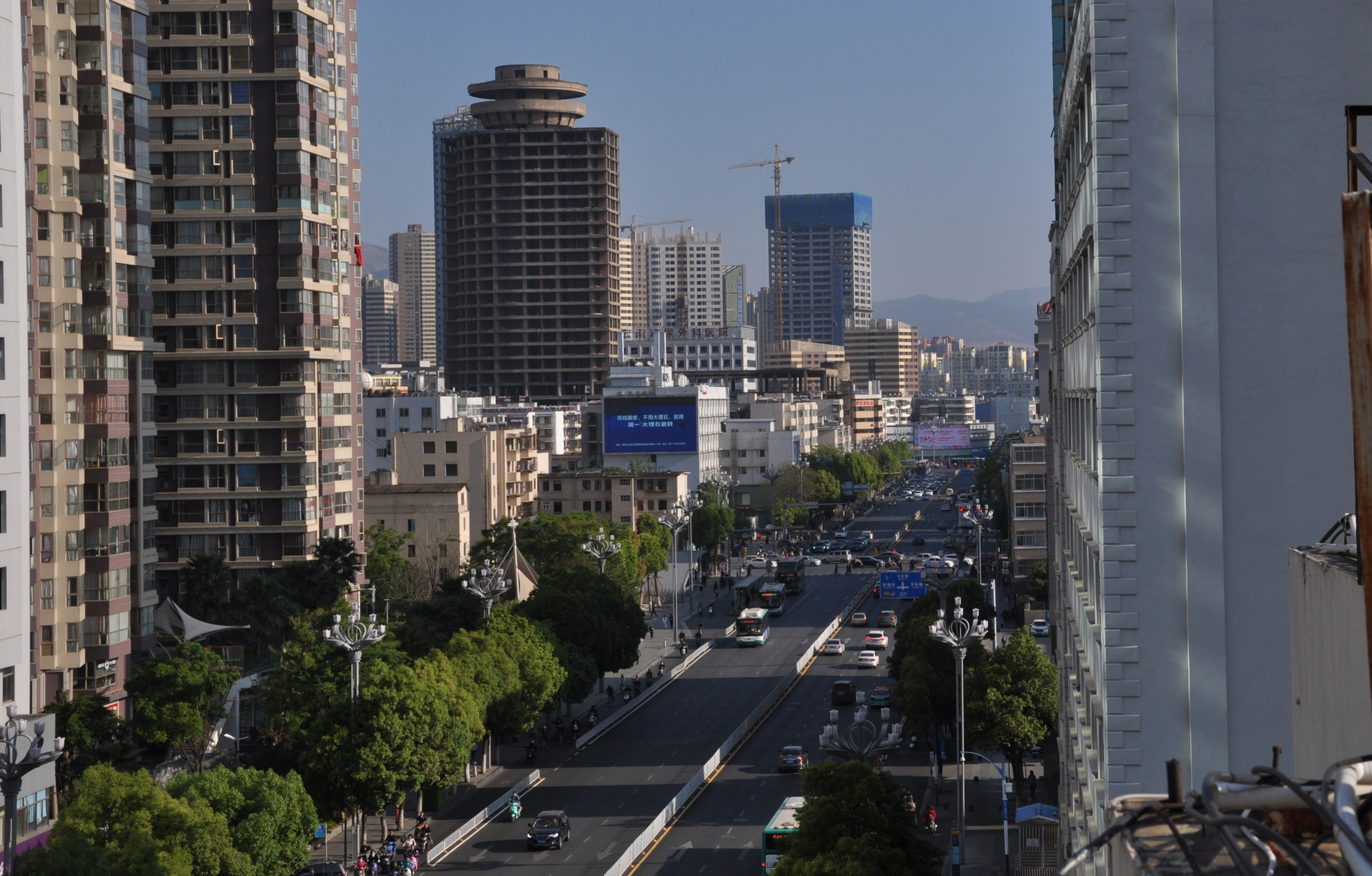
穿心鼓楼一带的北京路
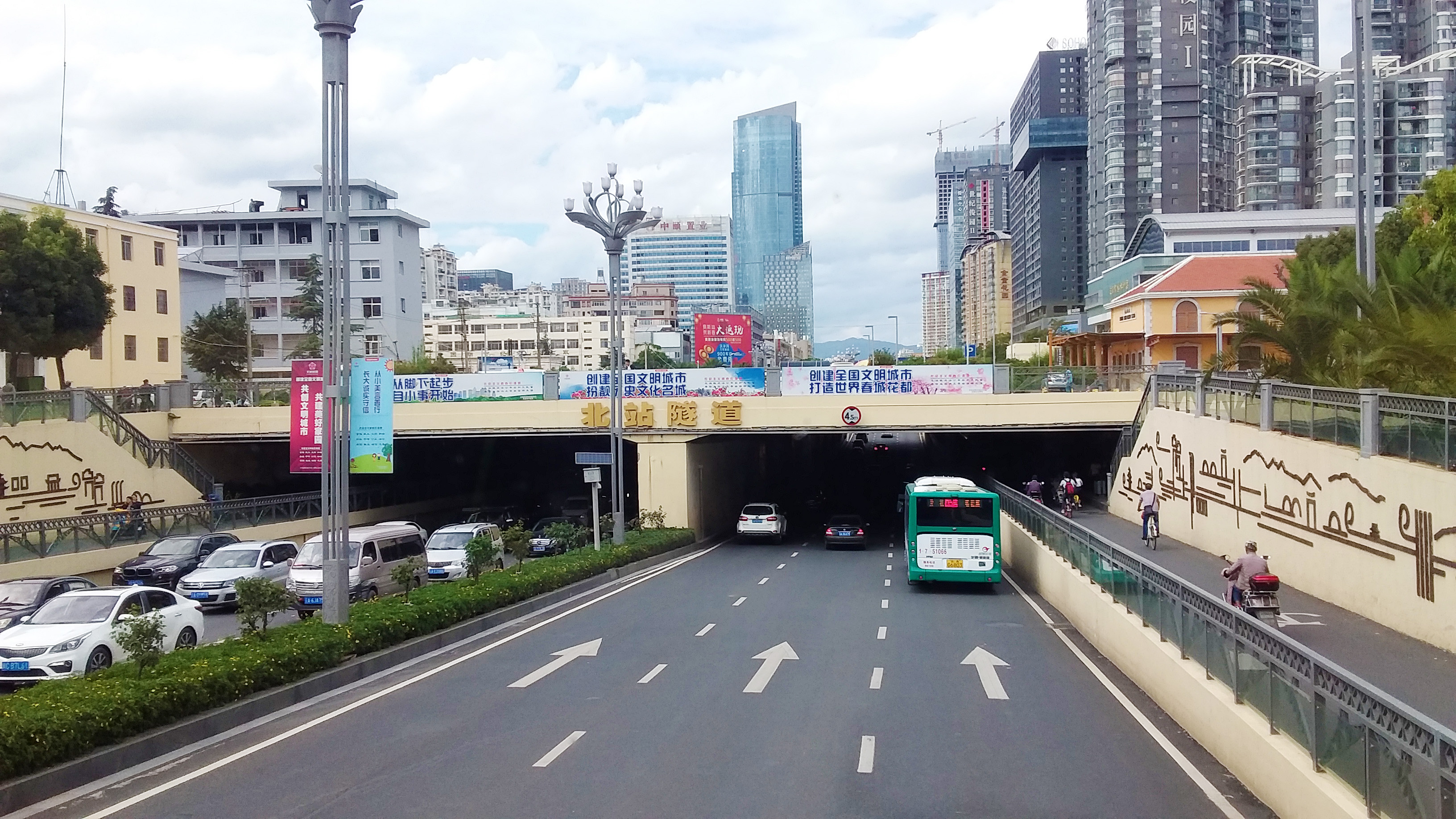
北站隧道
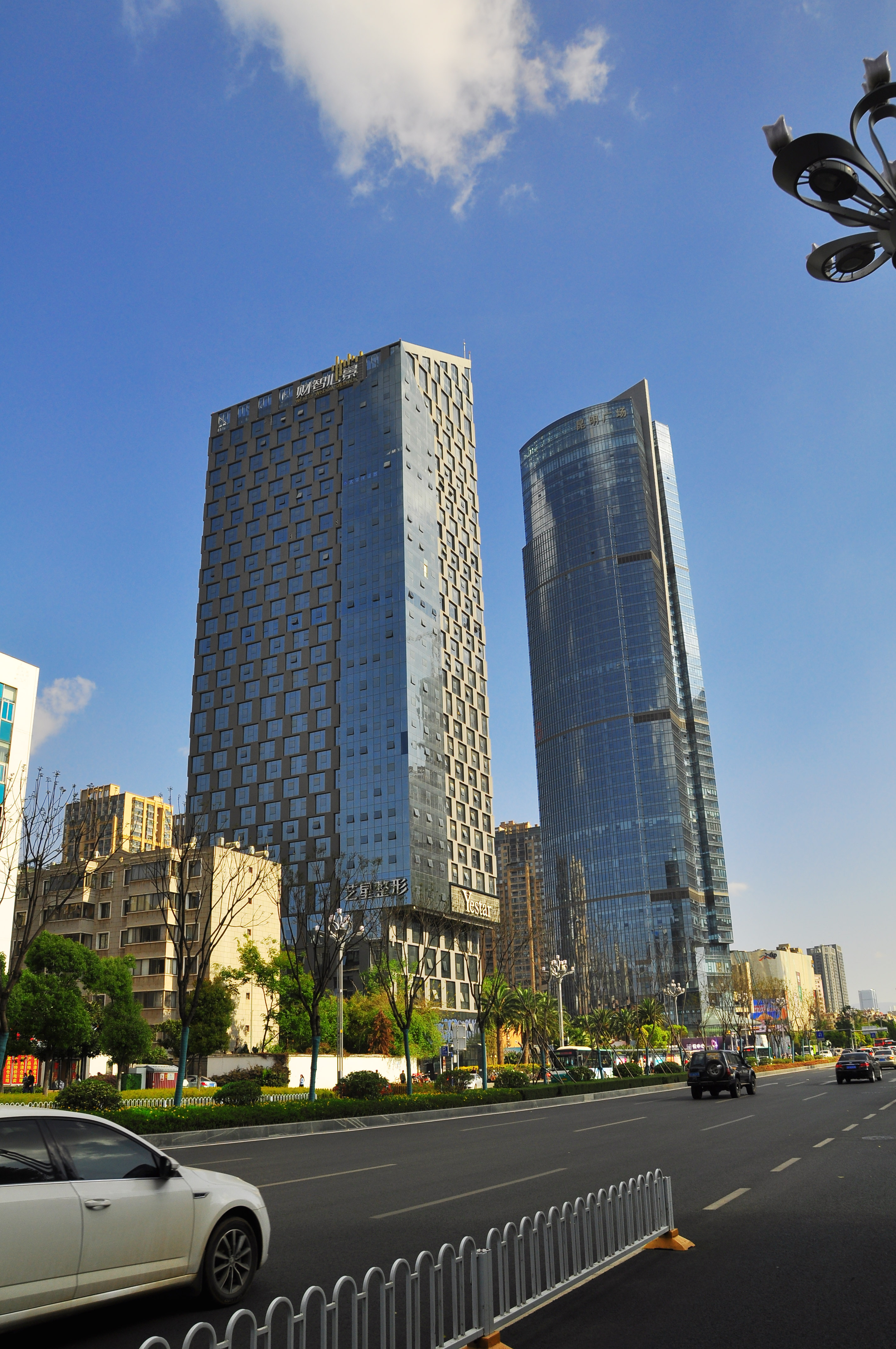
同德昆明广场附近的北京路
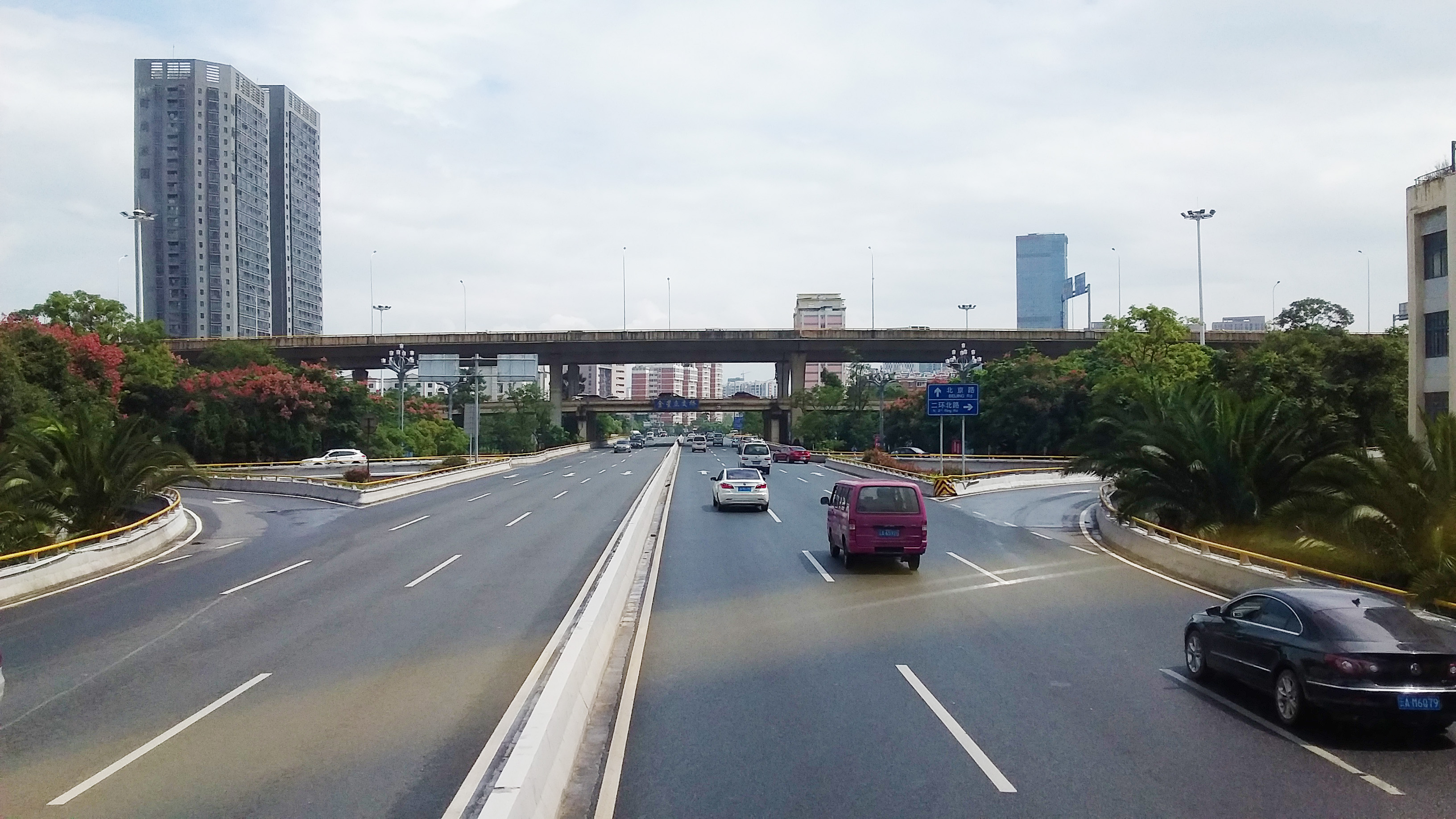
金星立交桥
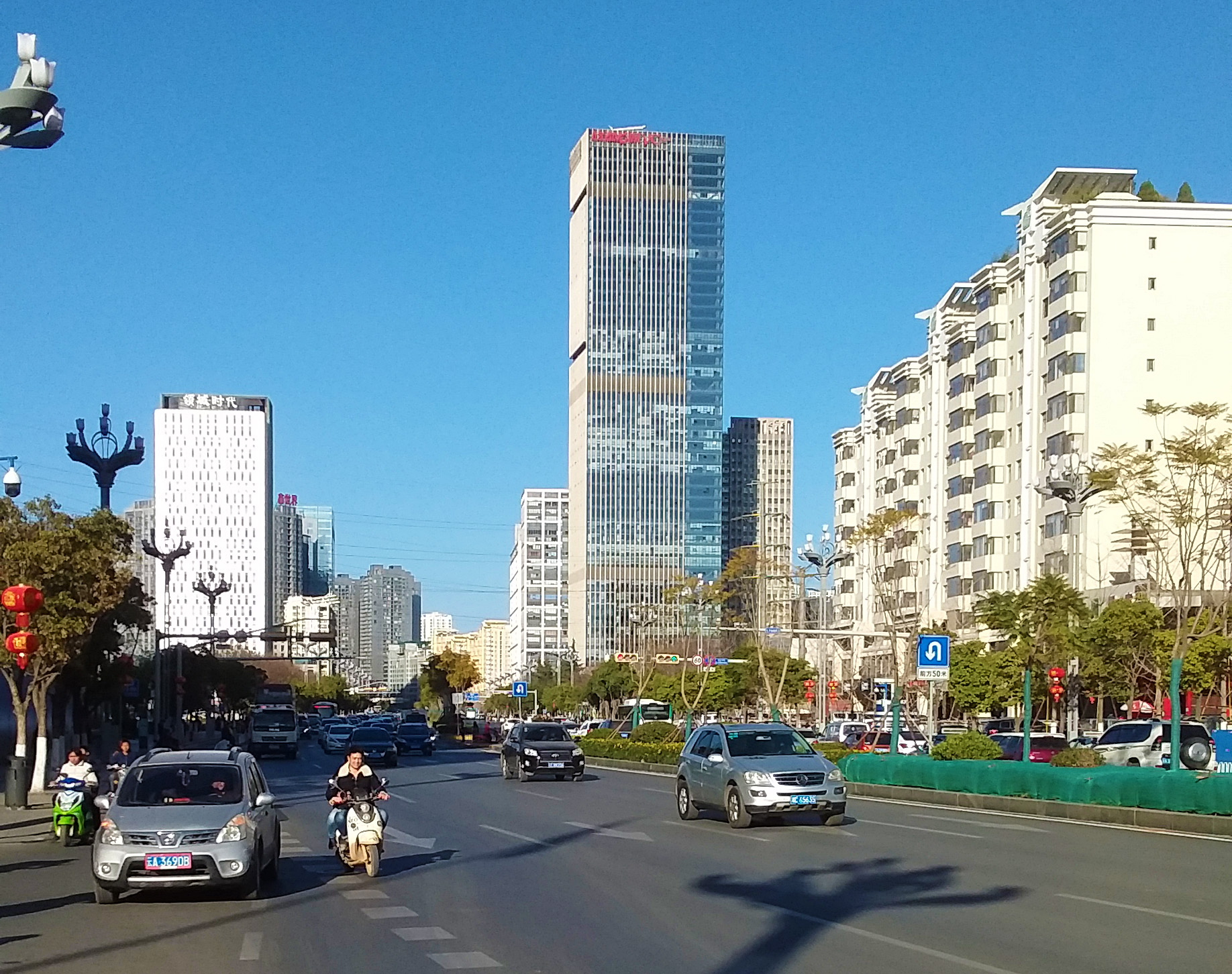
北市区欣都龙城附近的北京路
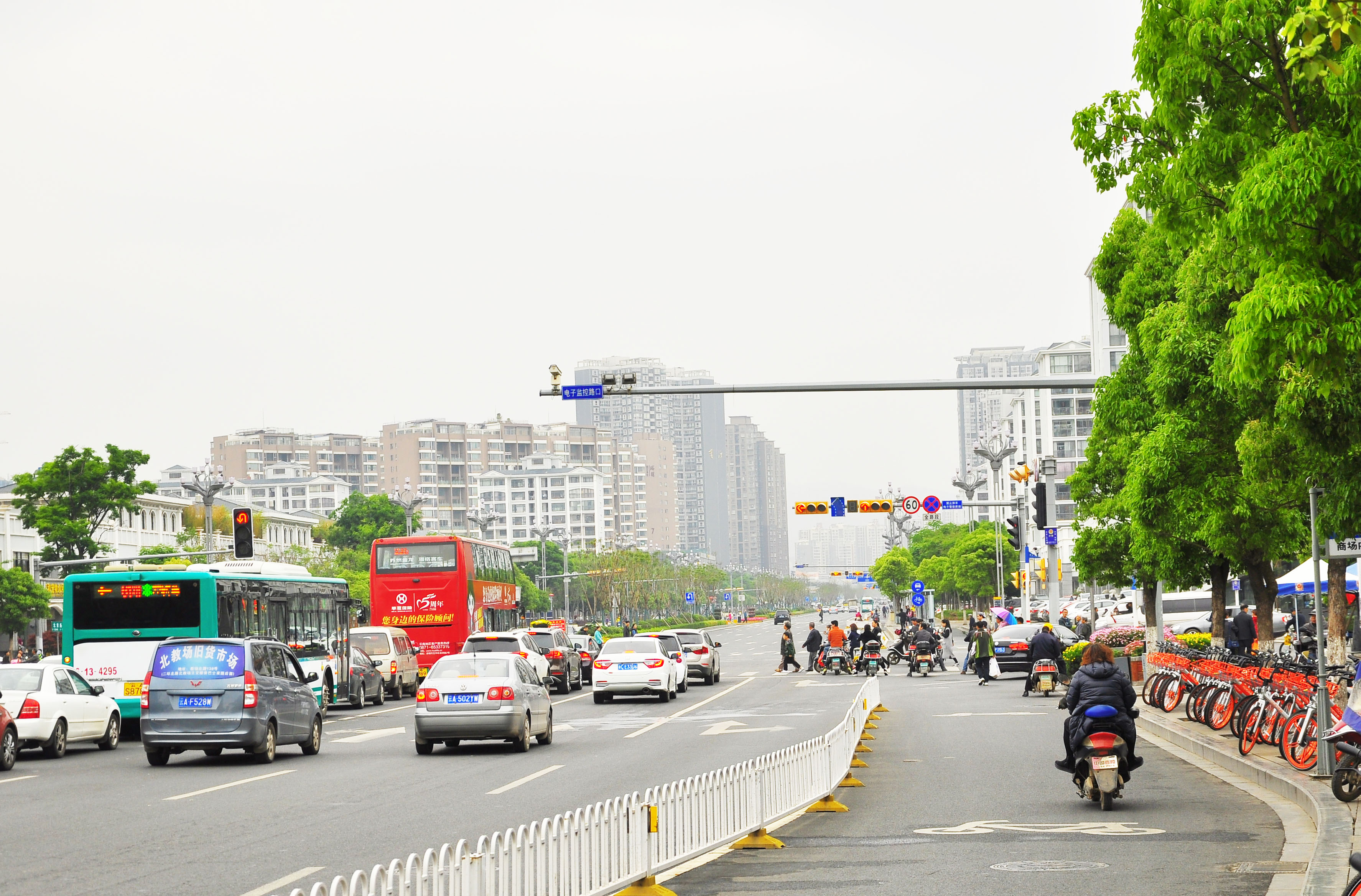
北市区霖雨桥附近的北京路
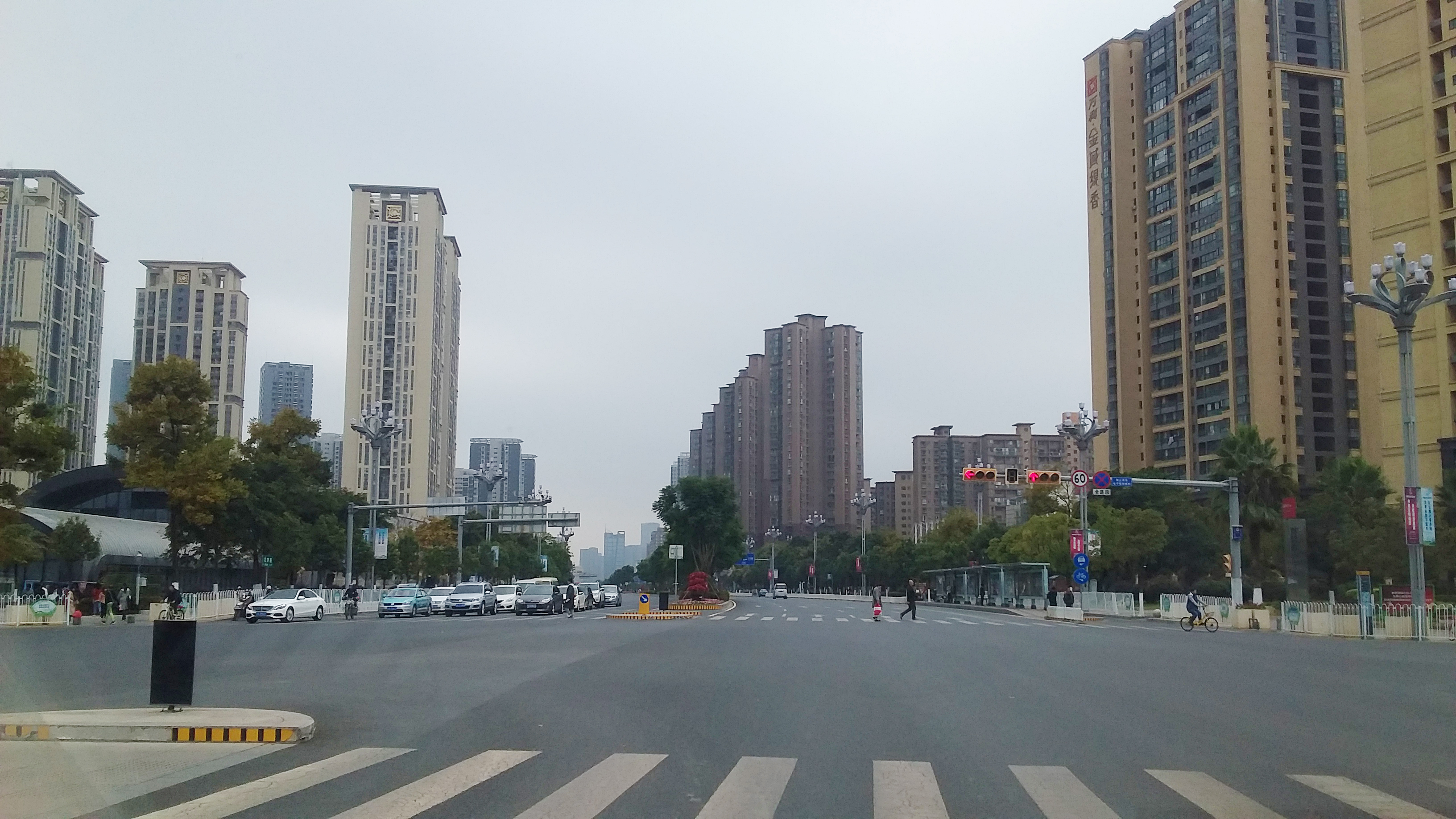
俊发城附近的北京路